# Tilcara (Jujuy)
Tilcara is een plaats in het Argentijnse bestuurlijke gebied Tilcara in de provincie Jujuy. De plaats telt 5.640 inwoners.